# Slatine
Slatine so naselje na otoku Čiovo (Hrvaška), ki upravno spada pod mesto Split; le-ta pa spada pod Splitsko-dalmatinsko županijo.

## Geografija
Naselje leži na obali Kaštelanskega zaliva ob otoški obalni cesti, oddaljene okoli 8 km od Čiova. Kraj je slikovito naselje s pristanom, ki ga varuje okoli 120 m dolg kolenast valobran, na koncu katerega stoji svetilnik. Globina morja na notranji strani valobrana, pri kateri se tudi pristaja je do 4 metre. Pristan je odprt severnim vetrovom.
Iz pomorske karte je razvidno, da svetilnik oddaja svetlobni signal: R Bl 3s.

## Zgodovina
Okoli 2 km od  Slatine, na južni strani otoka, stoji cerkvica »Gospe od Prizidnice« s poslikanim gotskim razpelom, bizantinsko ikono iz te cerkve pa sedaj hranijo v Slatinski župnijski cerkvi »Uznesene Blažene Device Marije«.

## Demografija
| Pregled števila prebivalcev po letih | Pregled števila prebivalcev po letih | Pregled števila prebivalcev po letih | Pregled števila prebivalcev po letih | Pregled števila prebivalcev po letih | Pregled števila prebivalcev po letih | Pregled števila prebivalcev po letih | Pregled števila prebivalcev po letih | Pregled števila prebivalcev po letih | Pregled števila prebivalcev po letih | Pregled števila prebivalcev po letih | Pregled števila prebivalcev po letih | Pregled števila prebivalcev po letih | Pregled števila prebivalcev po letih | Pregled števila prebivalcev po letih |
| ------------------------------------ | ------------------------------------ | ------------------------------------ | ------------------------------------ | ------------------------------------ | ------------------------------------ | ------------------------------------ | ------------------------------------ | ------------------------------------ | ------------------------------------ | ------------------------------------ | ------------------------------------ | ------------------------------------ | ------------------------------------ | ------------------------------------ |
| 1857                                 | 1869                                 | 1880                                 | 1890                                 | 1900                                 | 1910                                 | 1921                                 | 1931                                 | 1948                                 | 1953                                 | 1961                                 | 1971                                 | 1981                                 | 1991                                 | 2001                                 |
| 271                                  | 374                                  | 385                                  | 469                                  | 602                                  | 693                                  | 709                                  | 729                                  | 774                                  | 817                                  | 911                                  | 767                                  | 645                                  | 798                                  | 995                                  |